# Fleury Épinat
Fleury Épinat, né le 22 août 1764 à Montbrison, et mort à Lyon le 7 juin 1830, est un peintre français

## Biographie

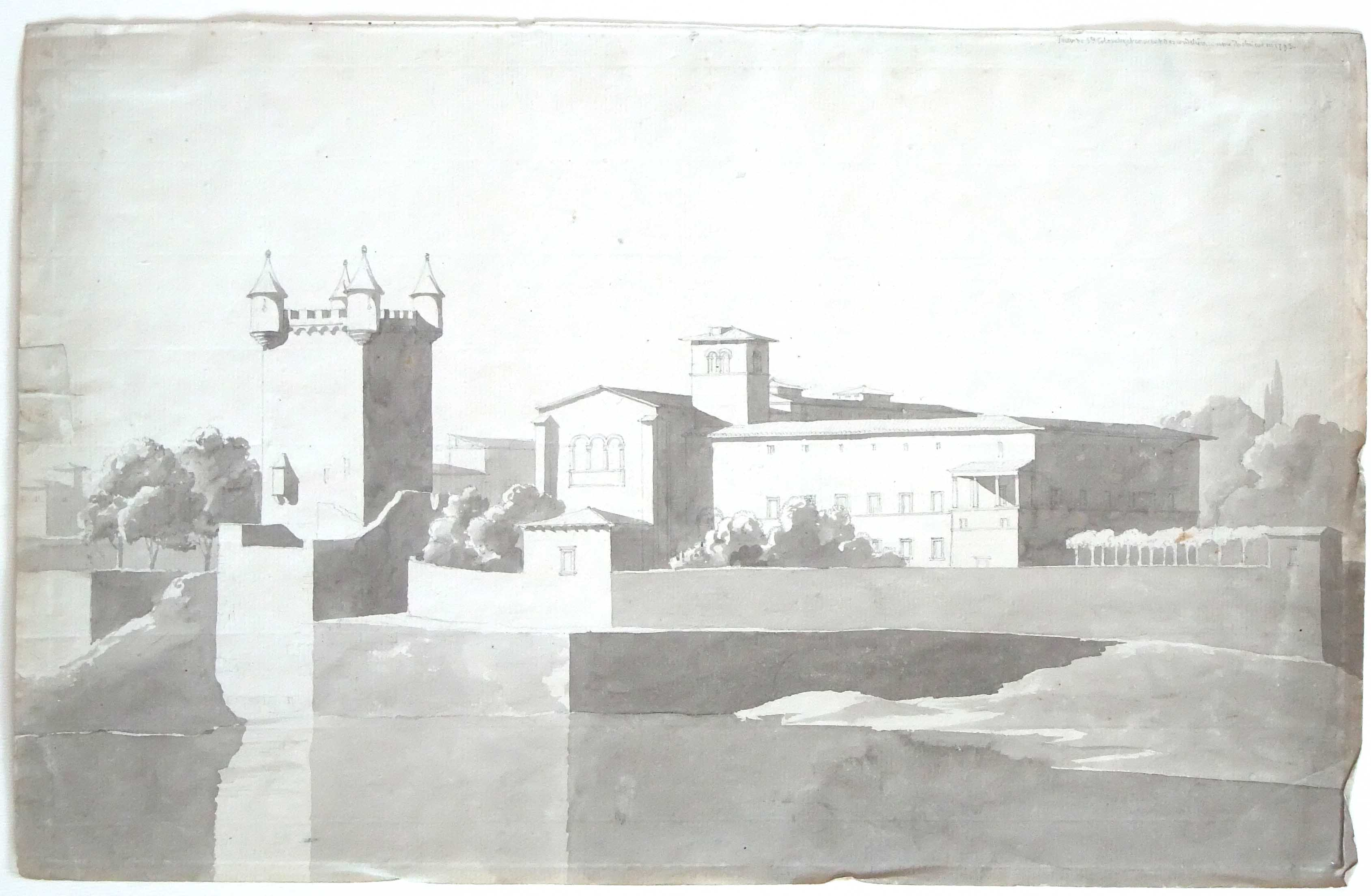
Attribué à Fleury Épinat, Tour Sainte-Colombe et couvent des cordeliers en 1793, œuvre non sourcée, localisation inconnue.

Né le 22 août 1764 à Montbrison, il appartient à une famille d'ouvriers et n'a pas eu d'éducation poussée.
Grâce à un protecteur, Thoynet de Bligny, il monte à Paris et devient l'élève de David qu’il accompagne à son second voyage à Rome. Il passe cinq ans en Italie où il a comme protecteur Lord Ailesbury qui lui ouvrira à Londres sa galerie. Il s’exerce au paysage historique : Milton composant « Le paradis perdu » à Vallembrosa ; Le Tasse lisant ses poésies à la villa d’Este ; La Maison de Pline au lac de Côme. La Destruction de la ville d’Herculanum, achetée à une exposition de 1822, est son œuvre la plus connue.
De retour en France en 1800, il s’installe à Lyon, place Croix-Paquet, près de l'atelier de Chinard. Il se tourne alors vers le paysage : Une Éruption du Vésuve ; Les Grottes de la Balme ; Les Fonderies de Montbrison. En 1815, il devient le protégé de M. D'albon et de Lacroix-Laval. Il reçoit la décoration du Lys. Il obtiend également un atelier au Palais Saint-Pierre sans y être professeur.
En 1825, il voyage en Grande-Bretagne, d’où il rapporte des scènes inspirées par les écrits de Walter Scott, comme La Dame du lac. Vers la fin de sa vie, il se livre à l’enseignement public et privé. Il meurt le 7 juin 1830 dans le quartier Pierre-Scise à Lyon.

## Galerie d’œuvres

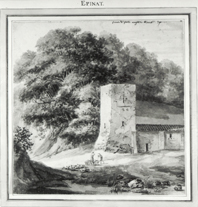
Bâtiment avec une tour carrée dans la campagne romaine.
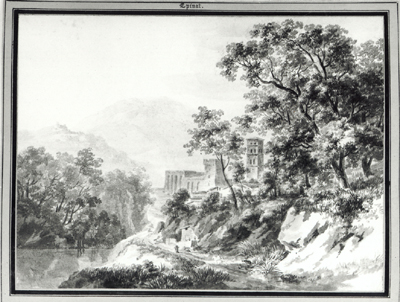
L'Abbaye de Vallombrosa dans la campagne Toscane.
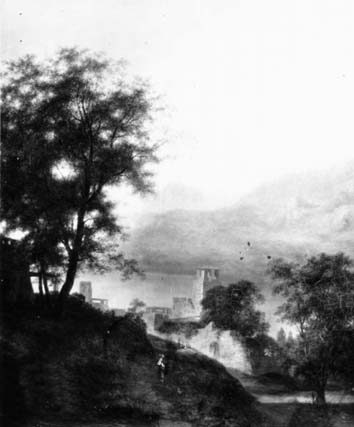
La Fraîche Matinée.
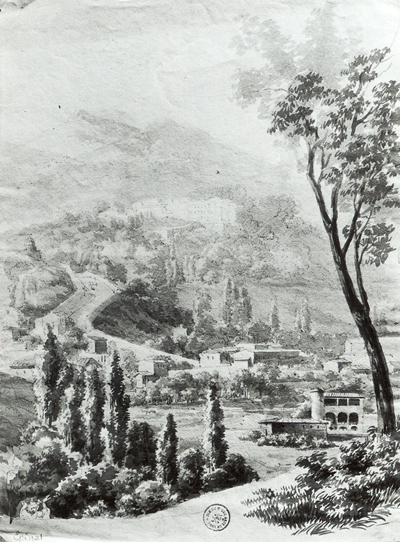
Paysage.
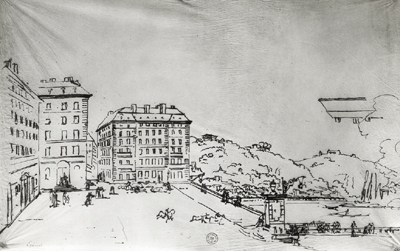
Pont Saint-Clair à Lyon.

## bibliographie
- Adolphe Vachet, Nos Lyonnais d'hier, 1910 (lire en ligne)[4].